# Freunde im Herzen Europas

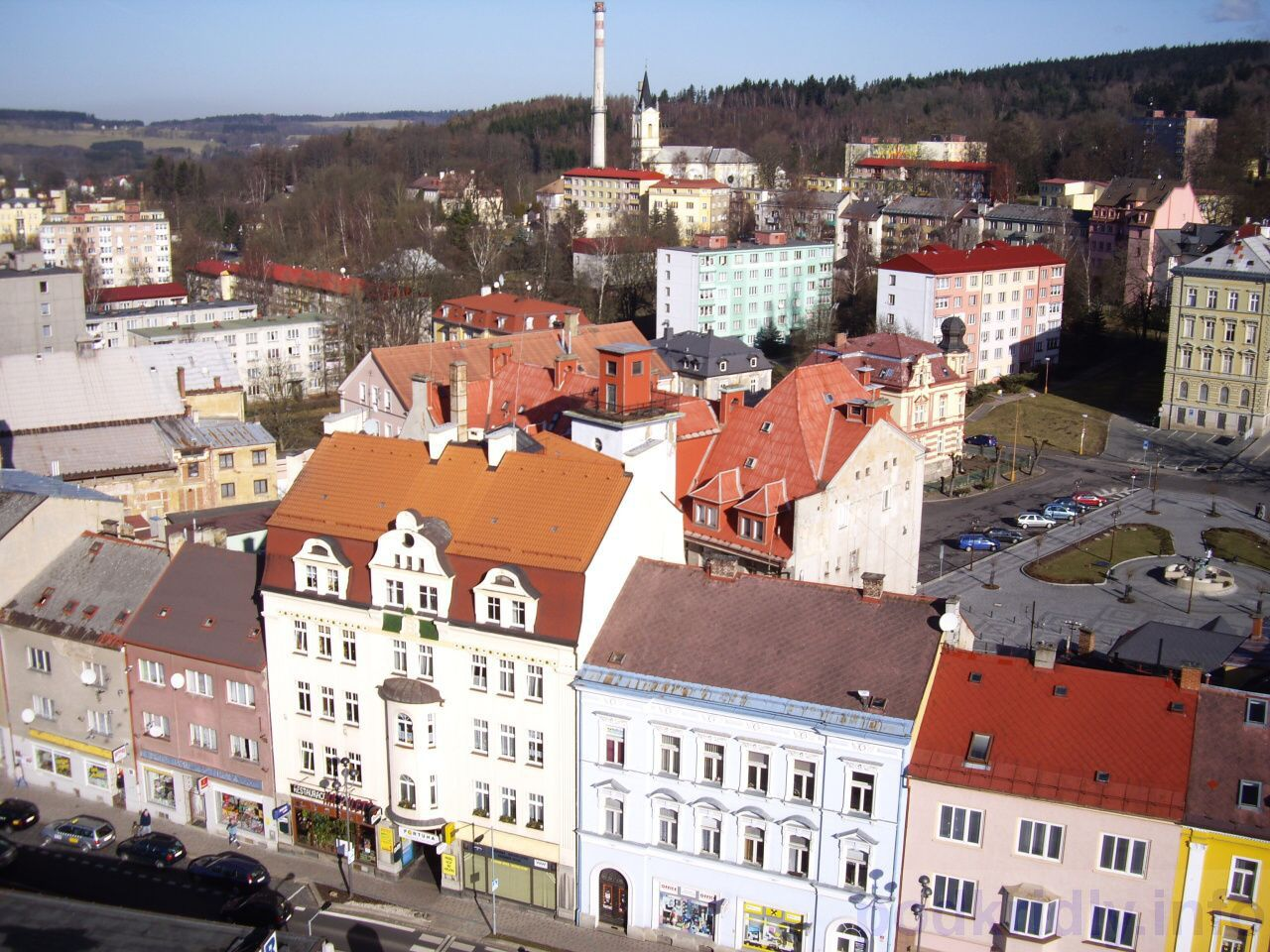
Aš

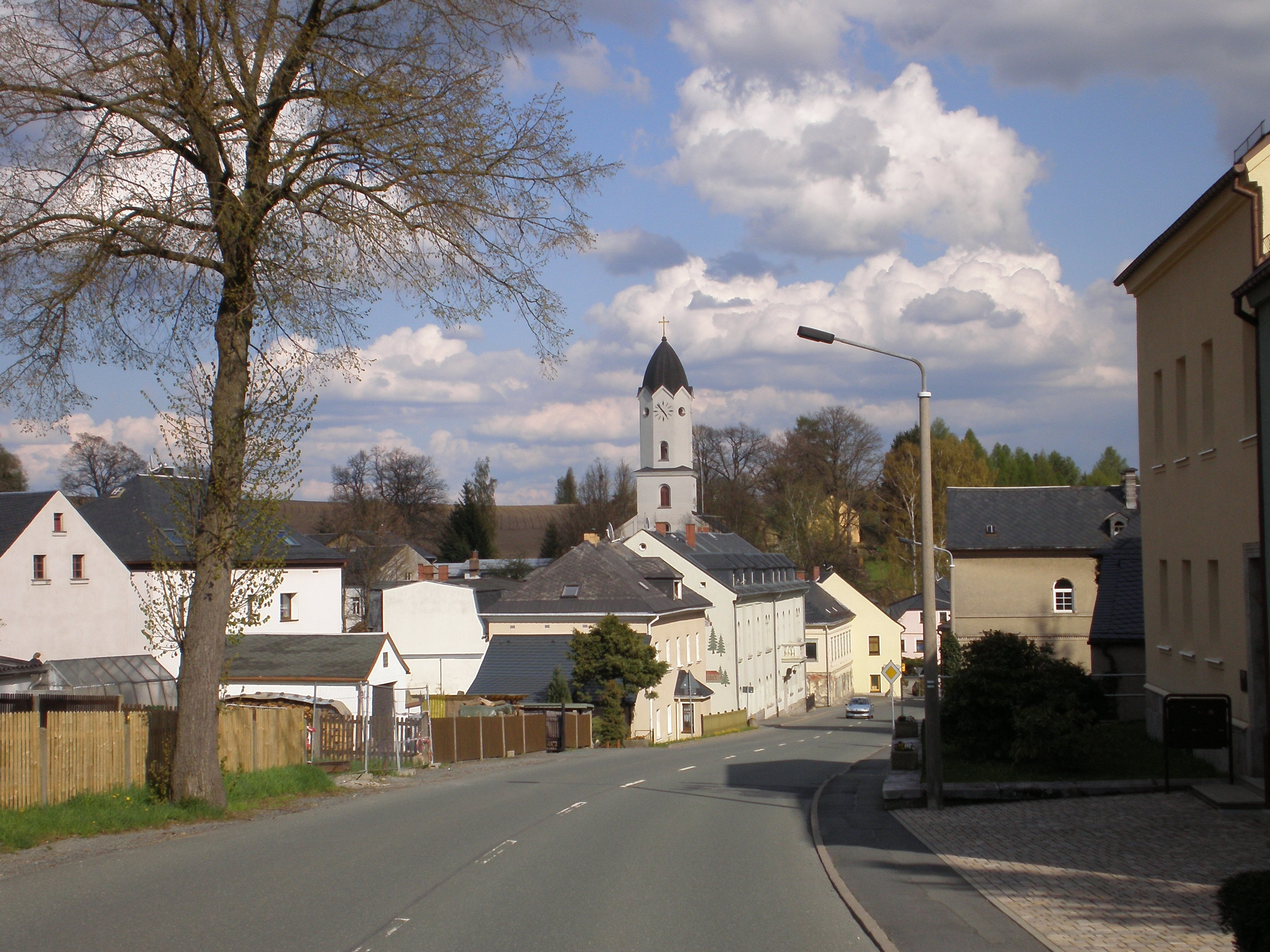
Bad Brambach

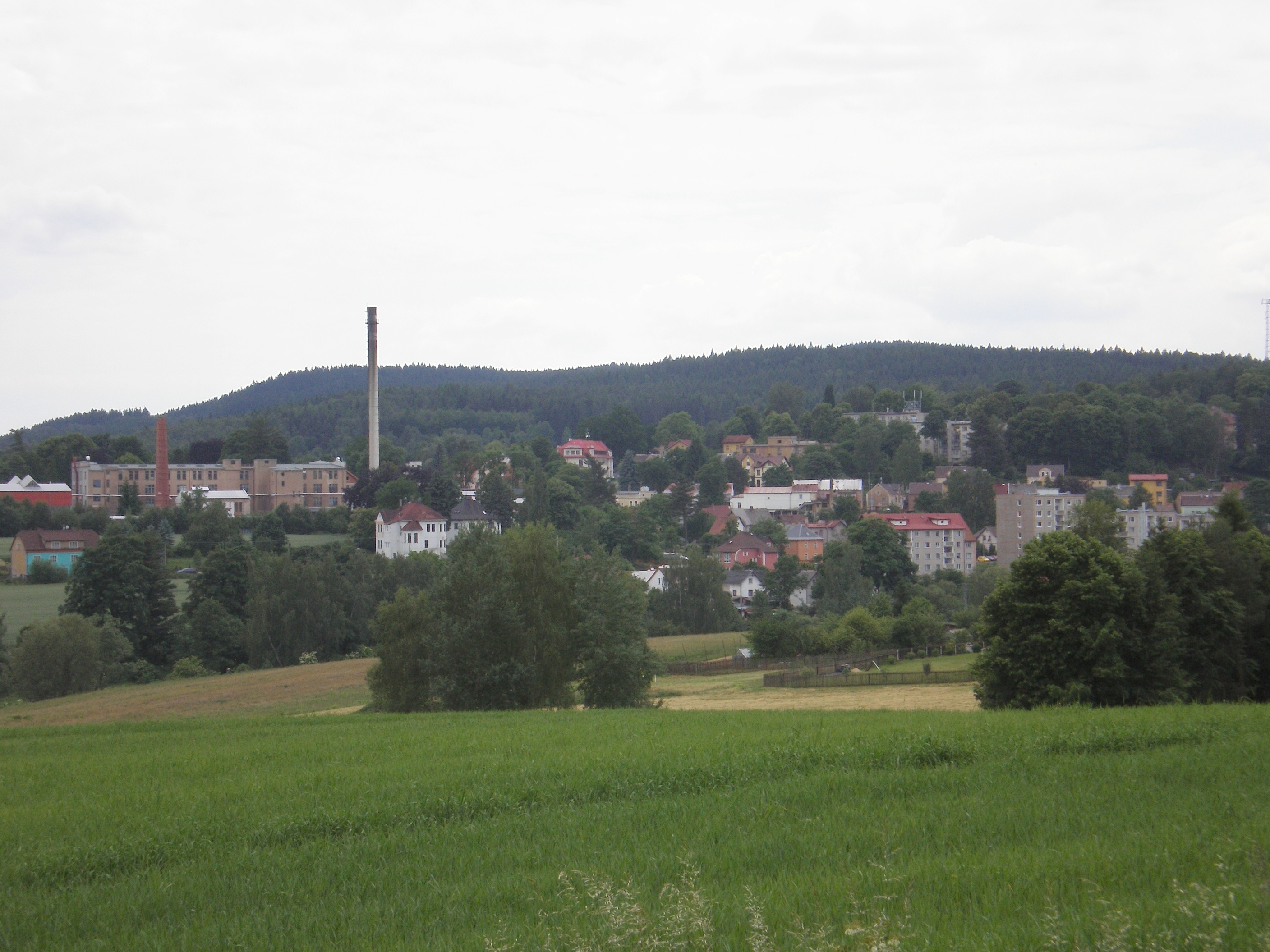
Plesná

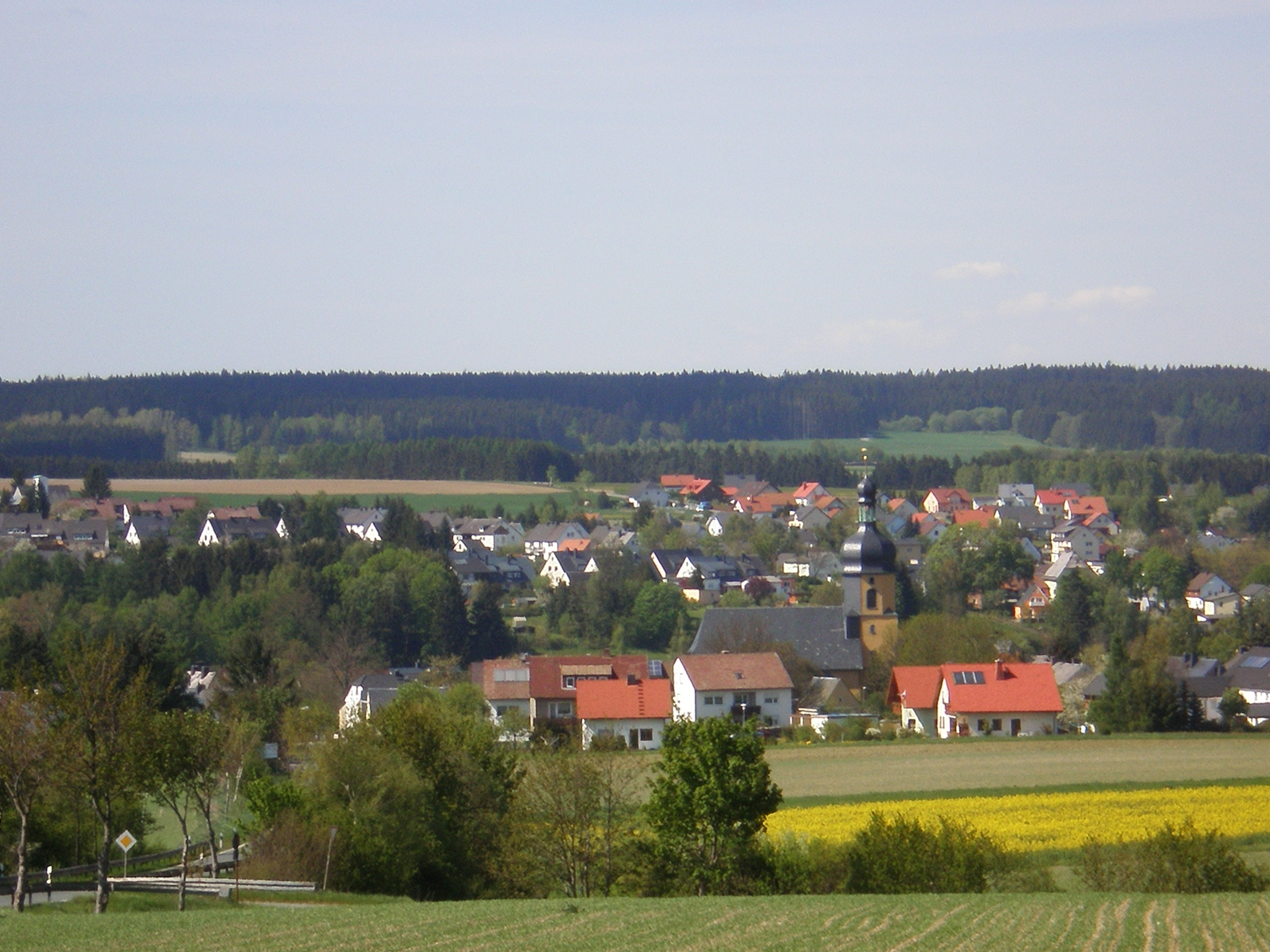
Regnitzlosau

Freunde im Herzen Europas (csehül Přátelé v srdci Evropy, magyar jelentése Barátok Európa szívében) német és cseh határmenti települések együttműködési szövetsége. Alapító oklevelét kilenc bajor és szász, valamint öt cseh település nevében 2002. október 11-én Aš városban írták alá. A szövetségnek 2011-ben tizenhat tagja van, védnöke Günter Verheugen.

## Történelmi háttér
A Csehország északnyugati határvidékén elterülő Aš-vidék lakosságának döntő többségét évszázadokon keresztül németek alkották. A második világháború után ezen térség lakossága drámai történéseket élt át. A nemzetállam létrehozására törekvő Csehszlovákia a Beneš-dekrétumok alapján 1945-ben német lakosságát elűzte, s a határokat vasfüggönnyel zárták le. A határokkal elválasztott települések együttműködése több évtizeden keresztül szünetelt, az enyhülés csak 1989-ben vette kezdetét.

## A szövetség céljai
A szövetség elsődleges célja a régió történelmének fekete foltjain túlmutató, az érintett települések korábbi virágzó együttműködésének felújítása. Ennek elérése érdekében támogatják az érintett térség települései közötti gazdasági és kulturális kapcsolatok létrejöttét, felújítják a szocializmus évtizedeiben lezárt, határsávban fekvő úthálózatot. A szövetség 2004-ben Egységesülő Európa-emlékművet emelt a Krásná-Neuhausen határátkelőhelyen. 

## Tagjai
- Adorf (Szászország)
- Aš (Csehország)
- Bad Brambach (Szászország)
- Bad Elster (Szászország)
- Eichigt (Szászország)
- Hazlov (Csehország)
- Hranice (Csehország)
- Krásná (Csehország)
- Oelsnitz (Szászország)
- Plesná (Csehország)
- Podhradí (Csehország)
- Regnitzlosau (Bajorország)
- Rehau (Bajorország)
- Schönwald (Bajorország)
- Selb (Bajorország)
- Triebel (Szászország)

## Külső hivatkozások
- A szövetség  alapítólevele
- A szövetség német nyelvű weblapja

## Fordítás
- Ez a szócikk részben vagy egészben a Přátelé v srdci Evropy című cseh Wikipédia-szócikk ezen változatának fordításán alapul.  Az eredeti cikk szerkesztőit annak laptörténete sorolja fel. Ez a jelzés csupán a megfogalmazás eredetét és a szerzői jogokat jelzi, nem szolgál a cikkben szereplő információk forrásmegjelöléseként.